# Онела (конунг свеїв)
Онела (Onela; ? — близько 530) — напівлегендарний конунг Світьода у 515—530 роках. Його ім'я також читається як «Оле», «Алі» або «Але», «Анула». Основні відомості містять в поемі про Беовульфа.

## Життєпис
Походив з династії Інглінгів (Юнглінгів). Син конунга Егіла. Після загибелі останнього став панувати разом з братом Оттаром, з яким здійснював походи проти гетів. Проте ініціатива у походах належала Оттару.
Після загибелі брата у поході проти данів, Онела спочатку правив разом з небожами Адільсом та Емундом, проте незабаром захопив одноосібну владу, а його співконунги вимушені були тікати до гетів. Слідом за цим Онела рушив проти Геталанду, де конунг останнього Хеардред надав допомогу Адільсу і Емунду. У вирішальний битві Онела здобув цілковиту перемогу, в битві загинули Хеардред та Емунд, Адільс втік до данів.
Перемога над гетами сприяла посиленню авторитету конунга Онели, який спокійно панував над Уппландом. Втім зрештою проти Онели знову виступив Адільс при підтримці данів (або берсерків) конунга Грольва Жердинки. У цій боротьбі Онела зазнав поразки й загинув. Влада конунга перейшла до Адільса. Вирішальна битва нібито відбулася на льоду озера Венерн. Адільс забрав у вбитого Онели шолом «Равен» (відповідно до Сноррі Стурлусона — Храфн) та коня на ім'я «Битва-кабан».
За іншими легендами Адільсу допоміг Беовульф помститися Онелі за вбивства Емунда. Також тут повідомляється, що Онела був шваргом Хальфдана, конунга данів. Про це також йдеться в норвезьких сагах.